# Miasteczko Śląskie Centrum
Miasteczko Śląskie Centrum – przystanek osobowy w Miasteczku Śląskim w województwie śląskim w Polsce. 
Przystanek posiada jeden peron jednokrawędziowy. Obiekt powstał w ramach projektu „Rewitalizacja i odbudowa częściowo nieczynnej linii kolejowej nr 182 Tarnowskie Góry – Zawiercie”.
Przystanek otwarto 10 grudnia 2023 roku wraz z uruchomieniem połączeń S9 Częstochowa – Tarnowskie Góry Kolei Śląskich.